# 카롤리나 지에크망
카롤리나 지에크망(Carolina Dieckmann, 1978년 9월 16일 ~ )은 브라질의 배우이다.

## 출연 작품
- 더 사일런스 오브 더 스카이 (2016)